# Euderma maculatum
Euderma maculatum је врста слепог миша из породице вечерњака (лат. Vespertilionidae).

## Распрострањење
Ареал врсте је ограничен на мањи број држава. 
Врста је присутна у Канади, Мексику и Сједињеним Америчким Државама.

## Станиште
Станишта врсте су шуме и пустиње.

## Угроженост
Ова врста није угрожена, и наведена је као последња брига јер има широко распрострањење.